# Béziers Volley 2020-2021
Questa voce raccoglie le informazioni riguardanti il Béziers Volley nelle competizioni ufficiali della stagione 2020-2021.

## Organigramma societario
Area direttiva
- Presidente: Bernard Fages

Area tecnica
- Allenatore: Fabien Simondet
- Allenatore in seconda: Valentin Routeau
- Assistente allenatore: Pablo Griboff

## Rosa
| N° | Nome                | Ruolo | Data di nascita  | Nazionalità sportiva |
| -- | ------------------- | ----- | ---------------- | -------------------- |
| 1  | August Raskie       | P     | 13 dicembre 1996 | Stati Uniti          |
| 2  | Yeisy Soto          | C     | 4 aprile 1996    | Colombia             |
| 3  | Dayana Segovia      | O     | 24 marzo 1996    | Colombia             |
| 4  | Calypso Chaboissant | P     | 23 agosto 2001   | Francia              |
| 5  | Zoé Greatti         | C     | 22 maggio 2000   | Francia              |
| 7  | Yamila Nizetich     | S     | 27 gennaio 1989  | Argentina            |
| 8  | Anaïs Robert        | P     | 18 febbraio 1999 | Francia              |
| 10 | Elitsa Velinov      | O     | 29 novembre 2004 | Francia              |
| 11 | Bianca Farriol      | C     | 18 dicembre 2001 | Argentina            |
| 12 | Malina Terrell      | O     | 12 marzo 1992    | Stati Uniti          |
| 13 | Lauriane Leman      | S     | 15 marzo 1998    | Francia              |
| 16 | Sara Romati         | L     | 5 ottobre 2002   | Francia              |
| 17 | Kazmiere Brown      | C     | 17 ottobre 1996  | Stati Uniti          |
| 18 | Alexandra Rochelle  | L     | 14 dicembre 1983 | Francia              |
| 19 | Anna Maria Spanou   | S     | 18 novembre 1995 | Grecia               |